# Seymour, Indiana
Seymour är en stad (city) i Jackson County, i delstaten Indiana, USA. Enligt United States Census Bureau har staden en folkmängd på 18 283 invånare (2011) och en landarea på 29,6 km².

## Kända personer från Seymour
- Baron Hill, politiker
- John Mellencamp, musiker